# Nguyễn Thị Phương Thảo
Nguyễn Thị Phương Thảo (sinh ngày 07 tháng 06 năm 1970 tại Hà Nội) là doanh nhân, tỷ phú, Chủ tịch Hội đồng quản trị của VietJet Air, Phó chủ tịch thường trực Hội đồng quản trị Ngân hàng HDBank. Bà là người Việt Nam thứ 2 và cũng là nữ tỷ phú đầu tiên mà Forbes ghi nhận là tỉ phú USD, chỉ sau Phạm Nhật Vượng.

## Tiểu sử
Nguyễn Thị Phương Thảo sinh ra trong gia đình gốc Hà Nội. Bà từng theo học Trường THPT Thăng Long và có kết quả ứng tuyển vào Đại học Ngoại Thương, tuy nhiên bà lựa chọn du học tại Đông Âu.
Tại Đông Âu, bà Thảo sở hữu bằng Tiến sĩ Học viện Mendeleev chuyên ngành Điều khiển học kinh tế, Cử nhân Tài chính tín dụng Học viện Thương mại Moscow và Cử nhân Quản lý kinh tế lao động Đại học Kinh tế Quốc dân Plekhanov.

## Sự nghiệp
Bà Nguyễn Thị Phương Thảo bước vào thương trường khi còn là sinh viên năm thứ 2. Nhân cơ hội thị trường Đông Âu đang trong tình trạng thiếu thốn hàng tiêu dùng, mọi thứ đều khan hiếm, bà Thảo đã bắt đầu kinh doanh đủ thứ từ hàng điện tử, máy tính, máy fax đến băng đĩa, đồng hồ, thậm chí cả hàng nông sản từ các nước châu Á như Nhật Bản, Hàn Quốc và HongKong (Trung Quốc) sang Đông Âu. Song song với đó, bà cũng đưa về Việt Nam những mặt hàng thị trường khan hiếm và cần thiết như thiết bị, sắt thép và phân bón.
Sau khi quay về Việt Nam, bà góp vốn thành lập Ngân hàng Techcombank và sau đó là VIB - 2 trong số những ngân hàng tư nhân đầu tiên ở Việt Nam. Phần lớn tài sản của bà đến từ cổ phần ở VietJet và Dragon City (Phú Long) - dự án bất động sản rộng 65 ha ở TP. HCM.
Ngoài việc là cổ đông lớn nhất của VietJet Air, Tập đoàn Sovico của gia đình bà đã mua lại Furama Resort Danang vào năm 2005, trở thành nhà đầu tư người Việt đầu tiên sở hữu và vận hành khách sạn 5 sao. Furama Resort Danang khai trương vào năm 1997 với 198 phòng là khu nghỉ dưỡng biển 5 sao đầu tiên tại Việt Nam. Gần một thập kỷ sau đó, Sovico tiếp tục thâu tóm thêm 2 khu nghỉ dưỡng tại Khánh Hoà là Ana Mandara và An Lâm Ninh Vân Bay.
Ngày 9/3/2017, tạp chí Forbes công bố danh sách các nữ tỷ phú USD trên thế giới năm 2017, ghi nhận Phương Thảo là nữ tỷ phú đầu tiên của Việt Nam và khu vực Đông Nam Á, với khối tài sản ước tính khoảng 1,7 tỷ USD. Bà cũng là một trong 15 nữ tỷ phú tự thân mới trong danh sách của Forbes năm 2017. Theo thống kê của Forbes, tại thời điểm 13/12/2017, tổng tài sản của bà Nguyễn Thị Phương Thảo đạt 2,7 tỷ USD.

## Thao College
Năm 2021, bà Thảo đại diện cho tập đoàn Sovico ký một biên bản ghi nhớ đồng ý hiến tặng 155 triệu bảng Anh cho trường Linacre College thuộc hệ thống Đại học Oxford. Đáp lại, trường đã đệ đơn lên Viện Cơ mật để đề nghị đổi tên thành Thao College.
Đến ngày 16 tháng 7 năm 2022, Chính phủ Anh cho phép Linacre College nhận khoản tài trợ 155 triệu bảng Anh được đề xuất từ tập đoàn Sovico sau khi chính phủ kết thúc việc xem xét. Kế hoạch được thông báo hủy bỏ vào cuối năm 2023.

## Gia đình
Chồng bà là Nguyễn Thanh Hùng (sinh năm 1967 tại Bến Tre), đồng sáng lập Tập đoàn Sovico.